# Hubert van Hoof
Hubert van Hoof (Maastricht, 4 maart 1951 – Geulle, 31 december 2023) was een Nederlandse radiomaker en (pop)-journalist.

## Loopbaan
Van Hoof volgde een opleiding piano aan het Conservatorium Maastricht, maar voltooide deze niet. Begin jaren '70 was hij actief als dj in het plaatselijke uitgaansleven in Maastricht. Met Felix Meurders startte hij een drive-inshow, waarmee ze door (Nederlands) Limburg, België en Duitsland tourden. Voor de Regionale Omroep Zuid was hij in de jaren '70 en '80 oprichter, medewerker van jongerenprogramma's en presentator.
Van 1973 tot 1998 was hij werkzaam als freelancejournalist voor muziekkrant OOR, waar hij jarenlang de 'singles-rubriek' verzorgde. Daarnaast was hij actief als poprecensent voor dagblad De Limburger, HP/De Tijd en Humo.

### Radio
Via OOR ging hij in 1979 het Hilversum 3-programma Noenshow van de KRO doen, dat hij samenstelde met Bram van Splunteren en presenteerde met Robert ten Brink. Vaste rubriek in dat programma was 'De Bazuin - popperiodiek in oprichting', waarin ze wekelijks de popindustrie op de hak namen en respectievelijk te horen waren als de typetjes Peter Likmeijer, Johan van Puffelen en ing. J.H.J. Wenckenbach.
Hierna produceerde Van Hoof in de jaren '80 verschillende KRO-programma's voor Radio 3, waaronder ook live-registraties van concerten en festivals. Vanaf zondag 1 december 1985 presenteerde hij op vanaf dan Radio 3 het programma 'Op Slag van Maandag'. Vast onderdeel zijn selecties uit eigen opgenomen live-concerten en studiosessies. In diezelfde tijd adopteerde Van Hoof het programma 'The Originals', bedacht en samengesteld door Arnold Rypens.
In januari 1992 verruilde Van Hoof de KRO voor Omroep Limburg (later L1). Hij presenteerde daar programma's als 'De Ruilbeurs', 'Hallo Hubert', 'Hubert On The Air' en 'The Originals'. Bij gelegenheid van zowel zijn 30-jarig als 40-jarig radiojubileum (resp. in 2003 en 2013) is er een CD uitgebracht getiteld 'Hubert On The Air' met fragmenten uit programma's en sessies. Per 2017 beëindigde hij zijn actieve loopbaan.

### Andere activiteiten
Begin jaren '90 werkte Van Hoof, mee aan het televisieprogramma 'All Along The Watchtower' van de RVU. Van 1997 tot 2004 was hij lid van de folk- en klezmergroep 'Circo di Sento'. De groep heeft drie cd's uitgebracht. Naast zijn werk als programmamaker voor radio en televisie presenteerde Van Hoof regelmatig muziekfestivals, zoals Ramblin’ Roots, Take Root en, in 2023, het Flat Mountain Folk- en Roots Festival.
Van Hoof overleed op 72-jarige leeftijd in het hospice in Geulle.